# JSRP1
JSRP1 (англ. Junctional sarcoplasmic reticulum protein 1) – білок, який кодується однойменним геном, розташованим у людей на короткому плечі 19-ї хромосоми. Довжина поліпептидного ланцюга білка становить 331 амінокислот, а молекулярна маса — 36 319.
| 10         |  | 20         |  | 30         |  | 40         |  | 50         |
| ---------- |  | ---------- |  | ---------- |  | ---------- |  | ---------- |
| MSMTTRAWEE |  | LDGGLGSCQA |  | LEDHSALAET |  | QEDRASATPR |  | LADSGSVPHD |
| SQVAEGPSVD |  | TRPKKMEKEP |  | AARGTPGTGK |  | ERLKAGASPR |  | SVPARKKAQT |
| APPLQPPPPP |  | PALSEELPWG |  | DLSLNKCLVL |  | ASLVALLGSA |  | FQLCRDAVPG |
| EAALQARVPE |  | PWVPPSSAPR |  | EPSSPLPKFE |  | AQAPPSAPPA |  | PRAEAEVRPK |
| IPGSREAAEN |  | DEEEPGEATG |  | EAVREDRVTL |  | ADRGPKERPR |  | REGKPRKEKP |
| RKEERPKKER |  | PRKEERPRAA |  | REPREALPQR |  | WESREGGHRP |  | WARDSRDAEP |
| RKKQAWVSPR |  | RPDEEQRPGS |  | RQKLRAGKGR |  | D          |  |            |

A: Аланін

C: Цистеїн

D: Аспарагінова кислота

E: Глутамінова кислота

F: Фенілаланін

G: Гліцин

H: Гістидин

I: Ізолейцин

K: Лізин

L: Лейцин

M: Метіонін

N: Аспарагін

P: Пролін

Q: Глутамін

R: Аргінін

S: Серин

T: Треонін

V: Валін

Локалізований у мембрані, ендоплазматичному ретикулумі, саркоплазматичному ретикулумі.